# Саверское
Са́верское (укр. Саверське) – посёлок, расположенный на территории Варвинского района Черниговской области (Украина) на левом берегу реки Удай.